# Turián Alto
Turián Alto är en ort i Mexiko.   Den ligger i kommunen Salvador Escalante och delstaten Michoacán de Ocampo, i den södra delen av landet, 270 km väster om huvudstaden Mexico City. Turián Alto ligger 2 164 meter över havet och antalet invånare är 112.
Terrängen runt Turián Alto är kuperad. Runt Turián Alto är det ganska tätbefolkat, med 78 invånare per kvadratkilometer. Närmaste större samhälle är Pátzcuaro, 20,0 km nordost om Turián Alto. I omgivningarna runt Turián Alto växer huvudsakligen savannskog.